# Seneca (Nebraska)
Seneca es un lugar designado por el censo ubicado en el condado de Thomas en el estado estadounidense de Nebraska. En el Censo de 2010 tenía una población de 33 habitantes y una densidad poblacional de 101,93 personas por km².

## Geografía
Seneca se encuentra ubicada en las coordenadas 42°2′32″N 100°49′51″O / 42.04222, -100.83083. Según la Oficina del Censo de los Estados Unidos, Seneca tiene una superficie total de 0.32 km², de la cual 0.32 km² corresponden a tierra firme y (0%) 0 km² es agua.

## Demografía
Según el censo de 2010, había 33 personas residiendo en Seneca. La densidad de población era de 101,93 hab./km². De los 33 habitantes, Seneca estaba compuesto por el 100% blancos, el 0% eran afroamericanos, el 0% eran amerindios, el 0% eran asiáticos, el 0% eran isleños del Pacífico, el 0% eran de otras razas y el 0% pertenecían a dos o más razas. Del total de la población el 0% eran hispanos o latinos de cualquier raza.